# Fulgurit
Fulgurit (název z latinského fulgur, tedy blesk, blýskání), česky též bleskovec, je geologický útvar, vzniklý zásahem blesku do písku, případně půdy nebo pevných hornin. Systematicky je řazen mezi tzv. šokově metamorfované horniny.

## Vznik
Při úderu blesku (teplota až 30 tisíc °C) dochází k roztavení až varu (2950 °C) křemičitých částic, které po opětovném ztuhnutí zůstanou stavené v kusový útvar o velikosti řádově milimetrů, vzácně až metrů. Jelikož blesky mnohdy zanechávají v zemi pouze otvory vzniklé zřejmě šokovým odpařením vody nebo silikátových par (bez natavení), je možné, že k tvorbě fulguritu dochází pouze vlivem slabších (chladnějších) blesků. Minimální teplota potřebná pro vznik je zhruba 1800 °C.

## Popis
Fulgurit vzniklý úderem blesku do písku nebo půdy s dostatečným množství křemičitých částic mívá podobu nerovných rourkovitých (často dutých) útvarů, které kopírují kanál blesku. Fulgurity je rovněž možné nalézt na skalách (zvláště pískovcových), kde dostávají mírně odlišnou podobu. Jádro je obvykle vyplněné křemičitou taveninou a od ní vybíhají paprsčité praskliny o délce jednotek až desítek centimetrů.

## Galerie

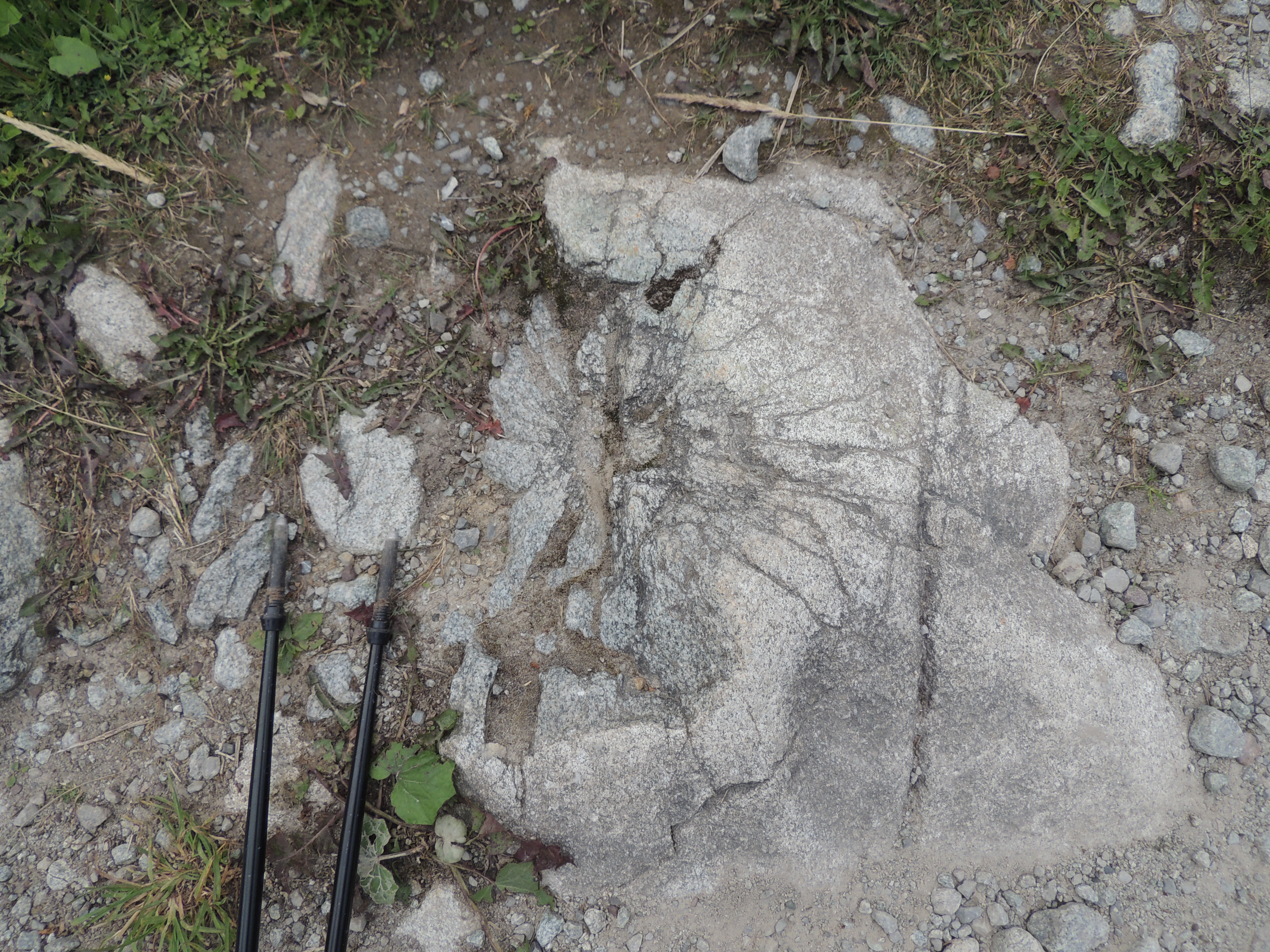
Fulgurit v NPR Dolina Bielej Vody, Vysoké Tatry